# Polizeiruf 110: Reklamierte Rosen
Reklamierte Rosen ist ein deutscher Kriminalfilm von Thomas Jacob aus dem Jahr 1976. Der Fernsehfilm erschien als 37. Folge der Filmreihe Polizeiruf 110.

## Handlung
Karin Röder arbeitet als Verkäuferin in einem Bahnhofs-Blumengeschäft. Die geschiedene Frau hat einen kleinen Sohn namens Dieter und lebt in einer Beziehung zu Uhrmacher Sebastian Engel. Auch ihr Chef Herr Wels, ein Kunstliebhaber, verehrt sie. Eines Tages erscheint Karins Ex-Mann Golo Meßmer bei ihr. Er will sie zurückgewinnen, sie jedoch lässt ihn nur für eine Nacht bei sich wohnen. Schnell erkennt sie, dass der geltungssüchtige Golo nur über sie verfügen will, um Selbstbestätigung zu erhalten. Innerhalb kürzester Zeit hat er zudem eine lukrative Arbeit und versucht, Karin mit Geschenken für sich zu gewinnen. Sie jedoch lässt sich auf keine neue Beziehung ein.
Im Schlossmuseum in Altenstein wurde eingebrochen. Offensichtlich hat sich der Täter über Nacht einschließen lassen und dann eine Vitrine mit besonders wertvollen Gegenständen eingeschlagen. Es fehlen die Stadtchronik, eine wertvolle Kaminuhr und verschiedene Kändler-Porzellanfiguren. Der Gesamtschaden beläuft sich auf rund 174.000 Mark. Die Angestellten erinnern sich an einen Mann, der kurz vor dem Einbruch zwei Mal im Museum war, sich sehr für die Exponate interessierte und schließlich von jeder Exponat-Postkarte des Museums ein Exemplar kaufte. Einer Museumsmitarbeiterin hatte er sich als Uhrmacher vorgestellt. Da der Mann vom Museum aus telefonierte, können die Ermittler Oberleutnant Peter Fuchs und Wachtmeister Lutz Subras die Stadt eingrenzen, in der der Uhrmacher arbeitet. Schließlich finden sie in Sebastian den gesuchten Mann. Sie befragen ihn, wo er am Tattag war, und er berichtet, dass er das Altensteiner Museum besucht hat. Die Ermittler deuten auf den Einbruch hin, bei dem auch eine Kaminuhr gestohlen wurde. Als die Ermittler gehen, eilt Sebastian sofort nach Hause und untersucht eine Uhr – die gestohlene Kaminuhr, wie die ihn beschattenden Ermittler feststellen. Die Seriennummer wurde vom Gehäuse abgefeilt, kann jedoch wieder sichtbar gemacht werden. Sebastian gibt an, die Uhr am Vortag von einem Werner Hegenbarth für 600 Mark erworben zu haben. Hegenbarth hatte angegeben, dass die Uhr aus einem Nachlass stammt. Hegenbarth ist Lehrer und sagt bei der Befragung aus, seinen Ausweis bei einer Museumsführung mit einer seiner Klassen verloren zu haben. Auch bei einer Gegenüberstellung erkennt Sebastian den echten Hegenbarth nicht.
Die Ermittler durchleuchten das Leben von Karin Röder und erfahren von ihrem Ex-Mann, der ihnen als kriminell bekannt ist. Sebastian erkennt Golo auf einem von Lutz Subras gezeigten Foto als Herrn Hegenbarth. Kurze Zeit später erhält Sebastian einen Anruf von Karin, die in Golos Koffer die gestohlene Stadtchronik gefunden hat. Sebastian informiert die Polizei, die Golo kurz nach Eintreffen in Karins Wohnung festnimmt. Es stellt sich heraus, dass Sebastian zwar nur die Kaminuhr von Golo gekauft hatte, jedoch den Verkauf der Kändler-Figuren an Kunstliebhaber Herrn Wels vermittelte. Dieser bezahlte 40.000 Mark für die Figuren, wobei Sebastian das Geld in einem Umschlag übergab. Golo beschuldigt Sebastian, ihn zum Raub gedrängt zu haben, da er von Sebastian mehrere Briefe mit Geld und Anweisungen zum Raub im Museum erhalten habe. Sebastian weiß von diesen Briefen jedoch nichts und Wels streitet ab, die Figuren gekauft zu haben.
Einen der Briefe hat Golo aufgehoben. Auf dem Umschlag kann durchgedrückte Schrift sichtbar gemacht werden. Im Text geht es um reklamierte Rosen. Es stellt sich heraus, dass Karin kurz vor der Tat eine falsche Rosenlieferung reklamieren lassen wollte. Ihr Chef Wels schrieb den entsprechenden Brief, wobei sich die Schrift auf den darunter liegenden Briefumschlag an Golo durchdrückte. Den Originalbrief händigt Karin den Ermittlern aus. Die Figuren können schließlich in einem Schließfach im Bahnhof sichergestellt werden – der Schlüssel fand sich an Wels’ Schlüsselbund, den Lutz Subras durch einen Trick von Wels erhielt. Wels wird wie vorher schon Golo festgenommen.

## Produktion
Reklamierte Rosen wurde vom 25. September bis 4. November 1975 in Leipzig, Halle (Saale) und Quedlinburg gedreht. Die Szenen am Blumenladen entstanden im Hauptbahnhof Karl-Marx-Stadt (heute Chemnitz). Die Kostüme des Films schuf Tamara Schramm-Bansen, die Filmbauten stammen von Werner Jagodzinski. Der Film erlebte am 22. Februar 1976 im 1. Programm des Fernsehens der DDR seine Fernsehpremiere. Die Zuschauerbeteiligung lag bei 63,3 Prozent.
Es war die 37. Folge der Filmreihe Polizeiruf 110. Oberleutnant Peter Fuchs ermittelte in seinem 22. Fall und Wachtmeister Lutz Subras in seinem 20. Fall.